# Gasoduto Transcaribenho

Mapa do trajeto do gasoduto.

O Gasoduto Transcaribenho foi iniciado no dia 8 de julho de 2006 pelos presidentes Hugo Chávez de Venezuela, Álvaro Uribe Vélez de Colômbia e Martín Torrijos de Panamá. Sua construção tomará 2 anos com um custo superior aos 200 milhões de dólares.
O tubo de 64 cm de diâmetro (25 polegadas) terá uma extensão de 225 quilômetros entre Punta Ballenas, em a Guajira colombiana e a costa oriental do Lago de Maracaibo, na Venezuela. Inicialmente transportará diariamente 150 milhões de pies cúbicos de gás para Venezuela para logo inverter o fluxo, no ano 2013, transportando o gás desde Venezuela para Colômbia.
O projeto está a cargo das empresas petroleiras estatais Petróleos de Venezuela de Venezuela e Ecopetrol de Colômbia.